# Streptocarpus occultus
Streptocarpus occultus är en tvåhjärtbladig växtart som beskrevs av Olive Mary Hilliard. Streptocarpus occultus ingår i släktet Streptocarpus och familjen Gesneriaceae. Inga underarter finns listade i Catalogue of Life.